# Catopheria chiapensis
Catopheria chiapensis là một loài thực vật có hoa trong họ Hoa môi. Loài này được A. Gray ex Benth. mô tả khoa học đầu tiên năm 1877.